# Arianespace
För andra betydelser, se Ariane.
Arianespace, grundad 1980 är ett företag som producerar och marknadsför Ariane 4- och Ariane 5-raketerna. Största ägaren med ca 28% är EADS. Huvuddelen av företaget ligger i Frankrike.
Arianeraketerna startar från Centre Spatial Guyanais i Kourou, Franska Guyana.